# Bejaria aestuans
Bejaria aestuans là một loài thực vật có hoa trong họ Thạch nam. Loài này được Mutis ex L. mô tả khoa học đầu tiên năm 1771.

## Hình ảnh

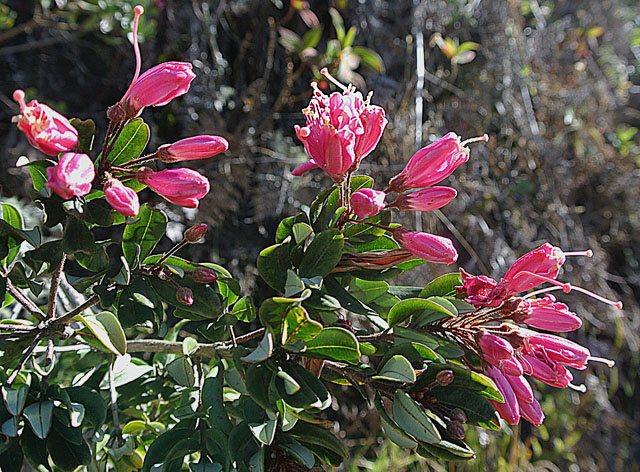